# Beaubery
Beaubery település Franciaországban, Saône-et-Loire megyében. Lakosainak száma 361 fő (2022. január 1.). Beaubery Saint-Bonnet-de-Joux, Ozolles, Suin, Vendenesse-lès-Charolles, Verosvres és Montmelard községekkel határos.

## Népesség
A település népességének változása:
| Lakosok száma | 371  | 368  | 380  | 367  | 363  | 358  | 359  | 355  | 361  |
|               | 2013 | 2015 | 2016 | 2017 | 2018 | 2019 | 2020 | 2021 | 2022 |